# PANA

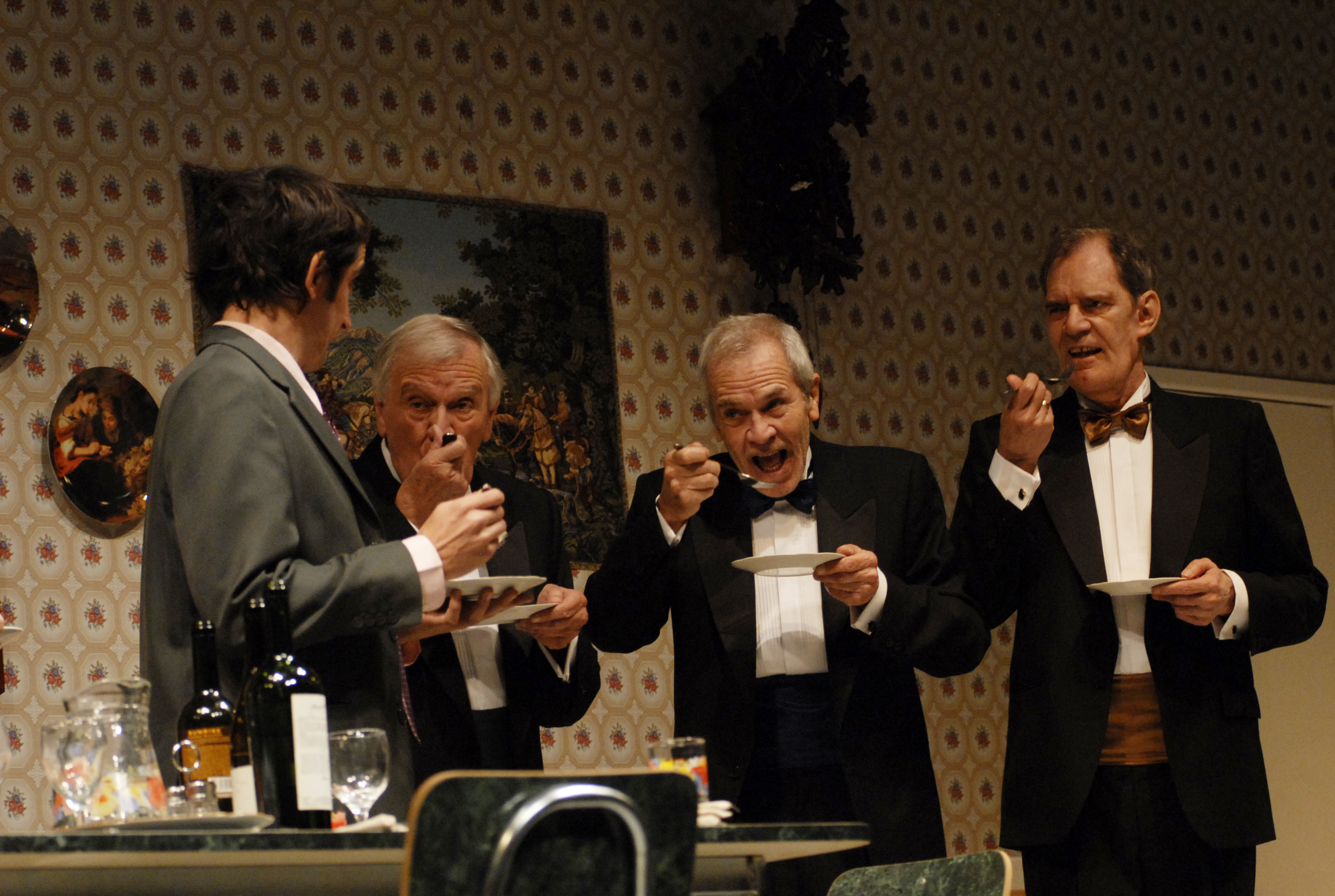
Escena de “PANA” en 2009.

PANA es una obra de teatro escrita en 2004-2005 por el dramaturgo chileno Andrés Kalawski (Chile; “Enormes Detalles”). 
El título puede ser leído como un juego de palabras: del francés Panne "piel". tipo de tela gruesa parecida al terciopelo.// Cada una de las tablas levadizas que forman el suelo de una embarcación menor.// Del inglés Partner "compañero". Amigo, sobre todo en el Caribe. // Del francés y el alemán Panne. Avería de motor.// En Chile, del mapudungún "pana", hígado de cualquier animal, en particular del pollo.

## Sinopsis
Obra en un acto, PANA cuenta la historia de Jorge Carrasco, joven y exitoso gerente en una empresa de plásticos, quien durante un viaje de negocios queda varado en un pueblo costero al sur de Chile, producto de un desperfecto de su automóvil.
Obligado a quedarse en el pueblo mientras espera la llegada del repuesto para su motor, Jorge conoce a un exjuez (Viejo cara de gato) quien le ofrece alojamiento en su casa. El juez tiene esa misma noche otros invitados a comer: un exabogado (Viejo gordo), un expolicía (Viejo atlético, si es que existe algo así) y un ex gendarme ahora mudo (Viejo callado), quienes se reúnen una vez al mes con el juez, y juegan a recrear un Juicio.
Jorge Carrasco decide participar en el juego, en el rol de acusado. Durante la velada, los personajes van degustando diferentes platos propios de la gastronomía chilena preparados por María, la atractiva cocinera del juez. Al comienzo, Carrasco se declara inocente ya que, según él, nunca ha cometido ningún crimen. A medida que transcurre la noche, gracias a la comida, el alcohol y particularmente a la habilidad de los señores para obtener información, Jorge Carrasco va develando aspectos de su vida personal y laboral, incluyendo un curioso incidente ocurrido entre él, su jefe (Jaramillo) y la esposa de este.
El texto teatral destaca por su capacidad de organizar diferentes planos del juego de representación, elaborando un mecanismo escénico que actualiza los mecanismos del relato policial. la obra mezcla los hilos de la trampa con otros niveles de teatralidad contemporánea, revelándose al mismo tiempo como una pieza popular a la vez que una obra de gran complejidad en su elaboración y sentido. Aunque en su mayor parte presenta la estructura de una obra realista, momentos de narración y guiños al efecto de extrañamiento (verfremdungseffekt) la vinculan al Episches Theater (Teatro épico) de Bertolt Brecht, así como al teatro de Friedrich Dürrenmatt.
PANA es una obra inspirada libremente en la novela El desperfecto (Die Panne) del escritor suizo Friedrich Dürrenmatt.

## Puesta en escena Teatro Universidad Católica(TEUC)2009
El 4 de junio de 2009, el Teatro de la Pontificia Universidad Católica de Chile (TEUC) estrena por primera vez la puesta de escena de PANA, bajo la dirección del director chileno Francisco Albornoz. El montaje cuenta con la actuaciones de: Emilia Noguera (María); Nicolás Saavedra (Jorge Carrasco); Arnaldo Berríos (Expolicía, Viejo atlético, si es que existe algo así); Eduardo Barril (Exjuez, Viejo cara de gato); Ramón Núñez (Exabogado, Viejo gordo) y Alejandro Sieveking (Ex gendarme, Viejo callado). El diseño de vestuario, Iluminación y escenografía estuvo a cargo de Catalina Devia.